# Episodi di Red Shoe Diaries (seconda stagione)
La seconda stagione della serie televisiva Red Shoe Diaries è stata trasmessa in anteprima negli Stati Uniti d'America da Showtime nel corso del 1993.
| nº | Titolo originale         | Titolo italiano | Prima TV USA | Prima TV Italia |
| -- | ------------------------ | --------------- | ------------ | --------------- |
| 1  | Midnight Bells           |                 | 1993         |                 |
| 2  | Naked in the Moonlight   |                 | 1993         |                 |
| 3  | Runway                   |                 | 1993         |                 |
| 4  | Kidnap                   |                 | 1993         |                 |
| 5  | Burning Up               |                 | 1993         |                 |
| 6  | Night of Abandon         |                 | 1993         |                 |
| 7  | Liar's Tale              |                 | 1993         |                 |
| 8  | In the Blink of an Eye   |                 | 1993         |                 |
| 9  | Hotline                  |                 | 1993         |                 |
| 10 | Love at First Sight      |                 | 1993         |                 |
| 11 | Gina                     |                 | 1993         |                 |
| 12 | Alphabet Girl            |                 | 1993         |                 |
| 13 | Some Things Never Change |                 | 1993         |                 |